# レジナルド・ダン
レジナルド・ダン（Reginald Dunn, 1883年 - 1939年）は、イギリスの造園家。都市計画家。モーソン・アンド・サンズのロンドン事務所のランドスケープ・アーキテクト兼取締役。
ヨークシャーのアクローズ出身のクエーカー教徒で、モーソン・アンド・サンズに入る前は、苗木会社で15年間働いていた。都市コンサルタントになってからは、1921年にヘンリー・ヴォーン・ランチェスターからインド・マドラス中心地域の改善計画の顧問建築家を引き継ぎ担当するが、その後すぐに亡くなる。